# ناندورا
ناندورا (به انگلیسی: Nandura) یک منطقهٔ مسکونی در هند است که در بخش بلدهانه واقع شده‌است. ناندورا ۴۲٬۲۰۰ نفر جمعیت دارد و ۲۶۲ متر بالاتر از سطح دریا واقع شده‌است.